# Microcalcarifera decora
Microcalcarifera decora är en fjärilsart som beskrevs av Turner 1942. Microcalcarifera decora ingår i släktet Microcalcarifera och familjen mätare. Inga underarter finns listade i Catalogue of Life.